# 七条警察署

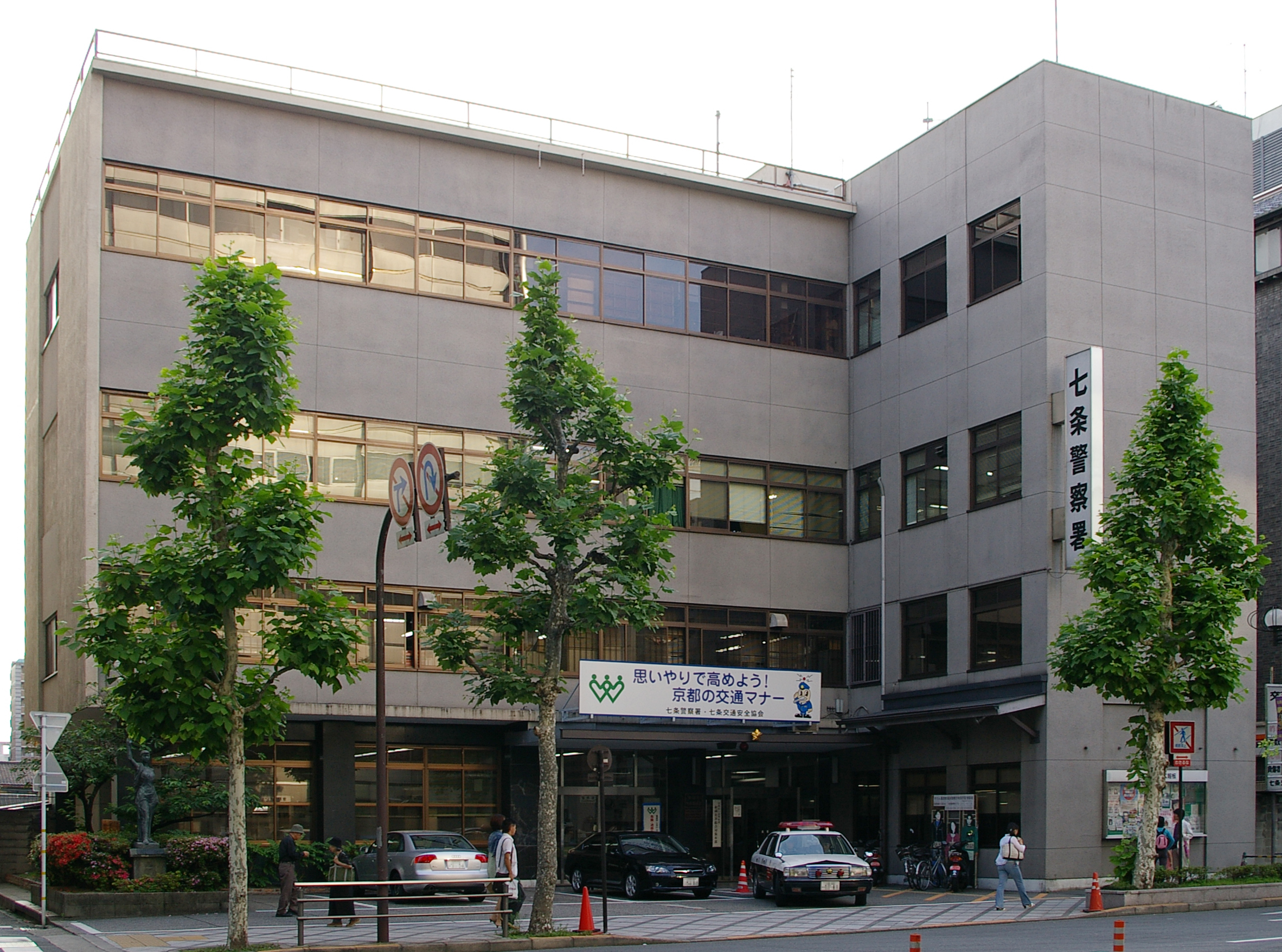
旧 七条警察署

七条警察署（しちじょうけいさつしょ）は、かつて京都府警察が管轄していた警察署の一つ。大規模警察署であり、署長は警視正。
2012年3月をもって廃止され、跡地には防犯および運転免許などに関する施設である「京都駅前運転免許更新センター」及び「京都駅前地域防犯ステーション」などの複合施設が整備された。

## 所在地・管轄区域
- 所在地 : 京都市下京区烏丸通七条下る東塩小路町707番地の2
- 管轄区域 : 京都市下京区の一部。

## 沿革
- 1955年（昭和30年）7月1日 - 京都市警察が京都府警察に統合。
- 2006年（平成18年）4月1日 - 南警察署（同日に九条警察署から改称）が管轄していた区域のうち下京区に属する地域を七条署の管轄に、七条署が管轄していた区域のうち南区に属する地域を南署の管轄にそれぞれ変更する。
- 2012年（平成24年）3月31日 - 警察署再編に伴いこの日をもって廃止するとともに、管轄区域は翌日から五条警察署より名称を変更した下京警察署に統合される[3]。

## 交番
括弧内は所在地。全て下京区内に所在していた。
- 東洞院六条交番（東洞院通花屋町下ル富田町）
- 五条小橋交番（東木屋町通五条下ル西橋詰町）
- 七条堀川交番（七条通堀川西入八百屋町）
- 島原交番（花屋町通坊城西入薬園町）
- 七条新千本交番（朱雀内畑町）
- 西八条交番（七条御所ノ内南町）
- 花屋町交番（西七条石ケ坪町）
- 塩小路交番（上之町）
- 京都駅北交番（烏丸通塩小路下ル東塩小路町 京都駅ビル1F）

## 駐在所
なし

## 主な事件
- 七条警察署襲撃事件
- 七条警察署巡査殺害事件